# Martin Bernal
Martin Gardiner Bernal (Londres, 10 de marzo de 1937 - Cambridge, 9 de junio de 2013), doctorado en Cambridge en 1966, fue un académico que sostenía que el origen de la antigua civilización griega hunde sus raíces en el Antiguo Egipto y en la cultura semítica. Esta teoría la ha bautizado como el modelo antiguo revisado, basado en el reconocimiento que los historiadores clásicos hacían de su herencia egipcia y fenicia. Esta teoría está en contraposición con el modelo ario con una perspectiva eurocéntrica, el cual propugna un origen indoeuropeo y el genio griego como fuente del origen de la Grecia clásica, el "milagro griego". La evidencia que Bernal aporta es calificada por muchos expertos como "deficiente".
Martin Bernal argumentó que el modelo antiguo revisado se basa en el estudio de las civilizaciones clásicas, mientras que el modelo ario nace de las teorías racistas desarrolladas a finales del siglo XVIII y principios del siglo XIX. Sus teorías no son aceptadas por otros académicos, como Mary Lefkowitz, con la que ha mantenido una gran controversia.
Ha sido profesor de historia de China y de estudios africanos, profesor emérito del Antiguo Mediterráneo Oriental en la Universidad de Cornell y profesor de estudios gubernamentales en la misma universidad. Se retiró en 2001. Es autor de los tres volúmenes de la serie Atenea Negra y de Cartas cadmeas, dedicado al origen del alfabeto griego.

## Familia
Es hijo de John Bernal, científico irlandés pionero en la cristalografía, y de Margaret Gardiner, artista y activista británica.

## Obras
- BERNAL, Martin (1993) Atenea negra: las raíces afroasiáticas de la civilización clásica. La invención de la antigua Grecia, 1785-1985. Barcelona: Crítica, 508 p.